# Campionati nordici di lotta 1985
I campionati nordici di lotta 1985 si sono svolti a Tampere, in Finlandia. 

## Podi

### Lotta greco-romana
| Evento        | Oro              | Argento               | Bronzo              |
| Fino a 48 kg  | Patrik Magnusson | Ismo Kortesma         | Ole Jacobsen        |
| Fino a 52 kg  | Jon Rønningen    | Reijo Haaparanta      | Stefan Oehrn        |
| Fino a 57 kg  | Ronny Sigde      | Taisto Halonen        | Pierre Dikanda      |
| Fino a 62 kg  | Morten Brekke    | Benni Ljungbeck       | Pekka Vehvilaeinen  |
| Fino a 68 kg  | Sonny Davidsson  | Mikka Viskari         | Frank Ivar Westby   |
| Fino a 74 kg  | Roger Tallroth   | Jouko Salomäki        | Jan Pedersen        |
| Fino a 82 kg  | Jarmo Övermark   | Klaus Mysen           | Oerjan Jansson      |
| Fino a 90 kg  | Toni Hannula     | Stefan Damm           | Frode Mjoelner      |
| Fino a 100 kg | Keijo Manni      | Karl-Johan Gustavsson | Geir E. Sabel Olsen |
| Oltre 100 kg  | Oiva Kaakko      | Niels Steffensen      | Joergen Hansson     |